# ローンチ・ヴィークル

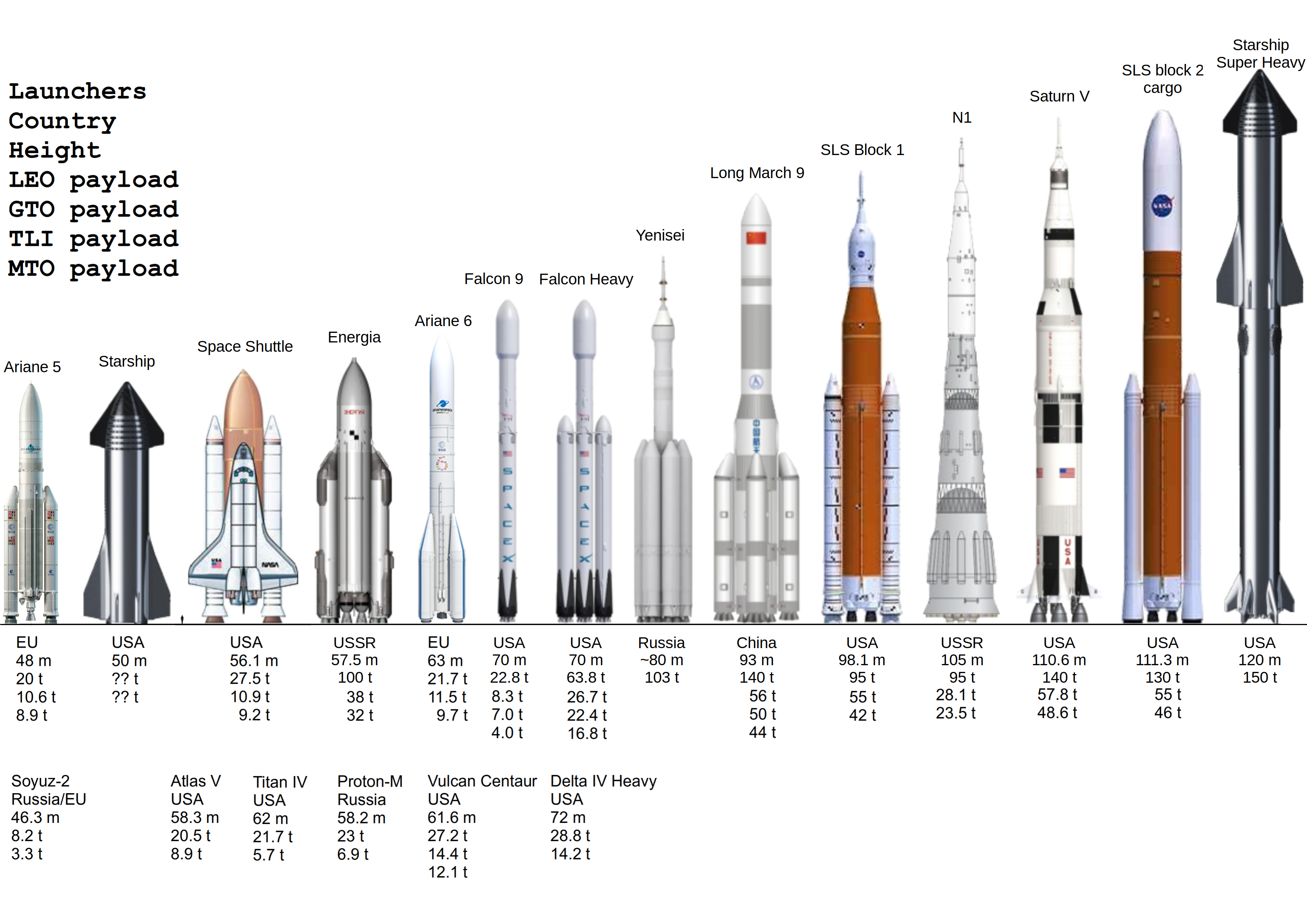
ロケットの比較。ペイロードの質量をLEO、GTO、TLI、MTOに表示

ローンチ・ヴィークル（launch vehicle）またはキャリア・ロケット（carrier rocket）とは地球から宇宙空間に人工衛星や宇宙探査機などのペイロードを輸送するのに使用されるロケット。日本語では打上げ機と呼ばれることもある。ローンチ・システム（launch system）と言った場合はローンチ・ヴィークル、発射台、その他打上げに関する施設を含む（「システム」の記事も参照）。
速度が低ければ、ペイロードが地表に戻る弾道飛行（ballistic flight、あるいはsub-orbital flight）となる。一般に観測ロケットや軍事目的のミサイル等は弾道飛行をする。通常、弾道飛行は放物線であると考えることが多い。しかしそれは厳密には、地面が平らで地球の中心が十分に遠い、とした近似であり、正確には楕円軌道の一部である。そして弾道飛行における頂点は「半分以上が地球内部に潜っている楕円軌道の遠地点」である。
この遠地点の付近を、一般には地球の大気の影響が十分に薄くなった高度に取って、その前後でさらにロケットエンジンを噴射し加速し続ければ、前述の地球内部に潜っている楕円軌道における近地点がどんどん上がってゆくように軌道が変化し続ける。そして近地点も地球の大気の影響が十分に薄い高度になれば、その軌道はもはやペイロードが地球に（すぐに）戻ることはない、次に述べるような人工衛星の、軌道（orbit）となる（遠地点と近地点の高度が等しい場合が円軌道である）。なお、後述するように「軍用の飛翔体の場合は弾道ミサイルとして区別される」といった区別のしかたが一般的であって、力学的には同じ所もあれば厳然として違う所もあるのであるが、マスコミや、専門家でないマニア等による説明には、この段落で説明したような力学は、意識されていない場合が見受けられる。
ペイロードが地球周回軌道を周り続ける人工衛星の場合は、ローンチ・ヴィークルにより第一宇宙速度（理論上、海抜0 mでは約 7.9 km/s = 28,400 km/h）まで加速させられて軌道に分離・投入される。またペイロードが地球周回軌道を離れる宇宙探査機の場合は、さらに高速の第二宇宙速度（いわゆる「地球脱出速度」）まで加速させられる。一方、ペイロードの目的によっては軌道が弾道飛行の場合もあり、特にペイロードの弾頭に爆発物などを載せて目的地に着弾させる軍用の飛翔体の場合は弾道ミサイルとして区別される。
「宇宙」の定義が、宇宙開発より古い宇宙空間物理の観点があることなどから軌道速度とは関係なく高度で考えられることが多いため、厳密な区分は不可能と考えられるが、日本ではよく「宇宙ロケット」と「観測ロケット」と呼び別ける（宇宙ロケット以外のほとんどのロケットのペイロードの目的が観測というためもある）。総合的な「打上げシステム」としての観点からはむしろ、「宇宙」の定義を高度ではなく軌道で与えたほうがすっきりはする。

## 種別・特徴
使い捨て型ローンチ・ヴィークル (expendable launch vehicle) は一度きりの使用を目的に設計される。これらは通常ペイロードと切り離された後、大気圏再突入時に崩壊する。一方、再使用型ローンチ・ヴィークル (reusable launch vehicle) はそのままの状態で回収され、再び打上げに使用される。ロケットを使用しないローンチ・システムは今のところ概念的なものに過ぎない。
ローンチ・ヴィークルはしばしば軌道へ送り込むことが可能な質量の量で特徴付けられる。例えば、プロトンロケットは低軌道に22000kgのペイロード能力を有する。またロケットの段数で特徴付けられることもあり、ほとんどは2から4の多段ロケットである。多段式でないローンチ・ヴィークルとして単段式宇宙輸送機 (SSTO) という概念が存在するが、開発が成功した事例はない。
特定のローンチ・ヴィークルについて語られる際、必ず述べられるその他の事項として、所属する国家、打上げに関して責任を負う宇宙機関、およびヴィークルの製造、打上げを行う会社やコンソーシアム、がある。

### 打上げプラットフォーム
- 地上: スペースポート、固定式ミサイルサイロ[3]
- 海上: 固定式プラットフォーム（サン・マルコ）、移動式プラットフォーム（シーローンチ）、潜水艦[4]
- 空中発射式: 航空機（ペガサス、ストラトローンチ・システムズ、ランチャーワン）、気球（ロックーン）

### サイズ
- 観測ロケット: 軌道に到達する能力がなく、弾道飛行を行うのみ。
- 超小型衛星打上げ機: 低軌道へ100kg未満までのペイロード能力を有する[5]
- スモールリフト・ローンチヴィークル: 低軌道に2,000kgまでのペイロード能力を有する[6]。
- ミディアムリフト・ローンチヴィークル: 低軌道に2,000kgから20,000kgまでのペイロード能力を有する[6]。
- ヘヴィーリフト・ローンチヴィークル: 低軌道に20,000kgから50,000kgまでのペイロード能力を有する[6]。
- スーパーヘヴィーリフト・ローンチヴィークル: 低軌道に50,000kg以上のペイロード能力を有する[6][7]。